# Östergötlands runinskrifter 231

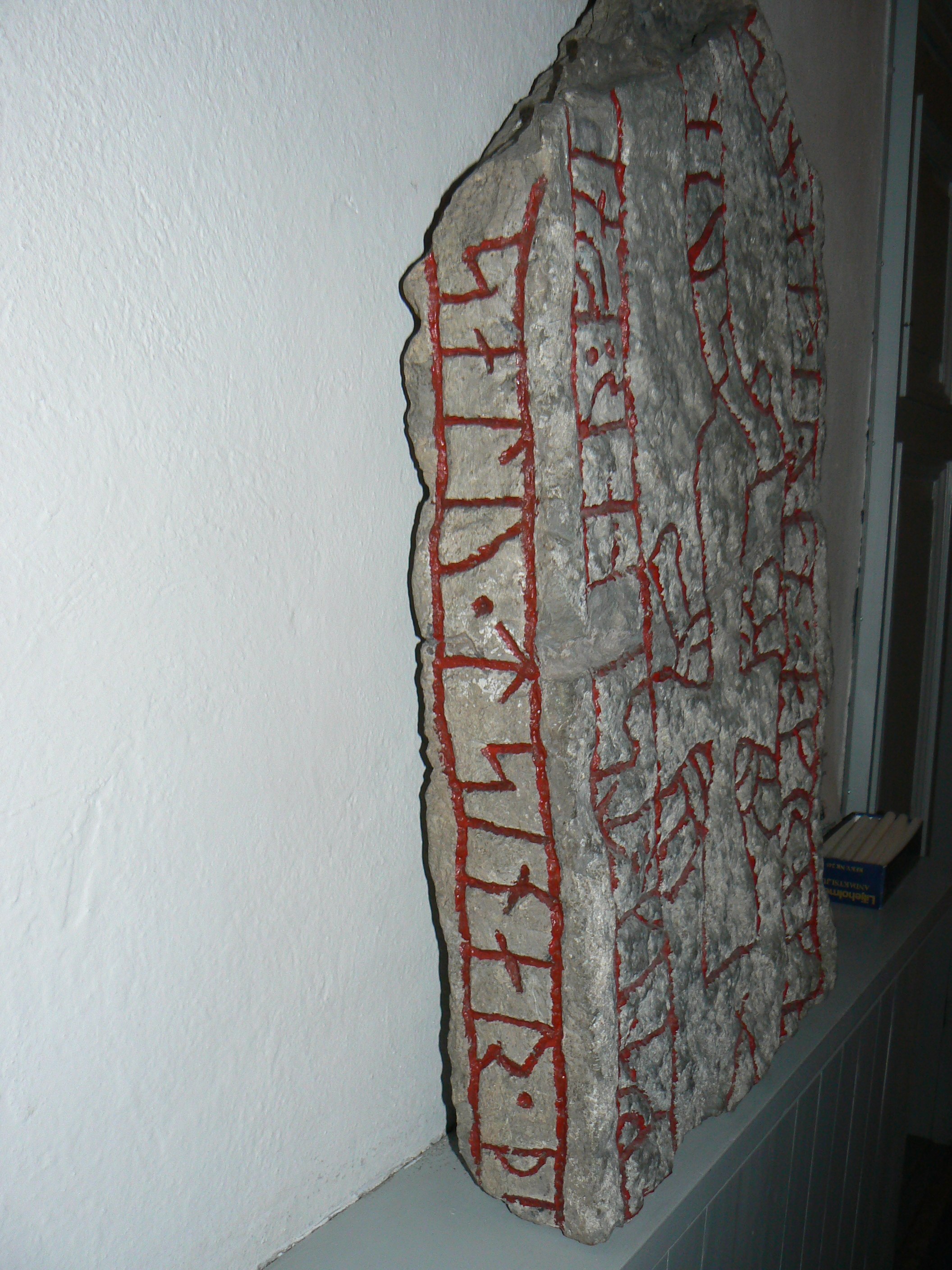
Inskriften på hällens kantsida

Östergötlands runinskrifter 231, Ög 231, är en runsten av kalksten i Östra Stenby kyrka på Vikbolandet, öster om Norrköping. Ristningen dateras till 1000-talet. Stilen med ormhuvuden avbildade i fågelperspektiv tyder på att den gjorts under seklets första hälft (Se runstensstilar). Hällen är placerad på en hylla på kyrkans södra långhusvägg. Huvuddelen av inskriften finns på den ena flatsidan, medan den övriga delen finns på den ena kantsidan. Ett lite speciellt drag i inskriften är placeringen av t-runan framför s-runan i orden på st-: Steinn och Steinnar har stavats tsin respektive tsinar. Denna egenhet delar dock Ög 231 med flera runstenar i samma trakt (Ög 225, 232, 233 och delvis Ög 237). En annan udda stavningsdetalj är stavningen av vokalen o i Iohan med stungen u-runa, eftersom en sådan vanligtvis representerar y- eller ø-vokal.
Stenen påträffades i grunden till kyrktornet i samband med en ombyggnad på 1850-talet.. Sin nuvarande placering har den haft sedan 1939. Den är inte komplett och delar av inskriften saknas, men är delvis kända från äldre avbildningar. Förutom ormslingorna med runor finns ett kristet kors ristat på stenen.

## Translitterering
I translittererad form lyder inskriften:
suin [: ak : t]sin : ak : iyan : ak rakn[i : þaiR r...u * kuml *] (a)ftiR : tsinar : fa(þ)[ur sin ...uþ * hialbi *] salu * tsinar * þ[ufr]... ...
Avsnitt inom hakparentes är sådana som saknas idag.

## Normalisering
På normaliserad fornnordiska, i den form den anses ha haft på svenskt område, är lydelsen: 
Svæinn ok Stæinn ok Iohan ok Ragni þæiR r[æist]u/r[ett]u kumbl æftiR Stæinar, faður sinn. [G]uð hialpi salu. Stæinarr <þufr> ...

## Översättning
"Sven och Sten och Johan och Ragne de reste minnesmärket efter Stenar, sin fader. Gud hjälpe själen. Stenar..."
Det har föreslagits (i Östergötlands runinskrifter) att den otolkade runföljden þ[ufr] har hört till en beskrivning av var Stenar dog.